# Chromi(III) nitride
Chromi(III) nitride là một hợp chất vô cơ có thành phần gồm hai nguyên tố Chromi và nitơ với công thức hóa học được quy định là CrN. Hợp chất này có màu đen, rất cứng, và rất có khả năng chống ăn mòn.

## Tổng hợp
Chromi(III) nitride có thể được điều chế bằng phản ứng kết hợp trực tiếp các thành phần hợp chất, chính là cho Chromi và nitơ phản ứng với nhau, với nhiệt độ cần thiết là 800 ℃:
2Cr + N2 → 2CrN
Ngoài ra, hợp chất này cũng có thể được tổng hợp bằng cách sử dụng kỹ thuật xử lý hơi, tương tự phương pháp lắng đọng hồ quang cathodic.

## Các ứng dụng
CrN được sử dụng làm vật liệu phủ để chống ăn mòn và trong các ứng dụng tạo khuôn kim loại và đúc nhựa. CrN thường được sử dụng cho cấy ghép y tế và các dụng cụ. CrN cũng là một thành phần có giá trị trong các hệ thống phủ đa lớp tiên tiến, như CrAlN, cho các ứng dụng cứng, chống mài mòn trên các dụng cụ cắt.

## Xuất hiện trong tự nhiên
Mặc dù rất hiếm, dạng tự nhiên của hợp chất Chromi(III) nitride là carlsbergit vẫn được tìm thấy tồn tại trong một số thiên thạch.